# 20e étape du Tour de France 2003
Pour un article plus général, voir Tour de France 2003.
La 20e étape du Tour de France 2003 s'est déroulée le 27 juillet 2003 entre Ville d'Avray et Paris sur une distance de 152 km. Elle a été remportée par le Français Jean-Patrick Nazon (Jean Delatour) devant les Australiens Baden Cooke (Fdjeux.com) et Robbie McEwen (Lotto-Domo). L'Américain Lance Armstrong (US Postal Service-Berry Floor) conserve la tête du classement général et le maillot jaune à l'issue de l'étape.

## Classement de l'étape
| \| Classement de l'étape \| Classement de l'étape \| Classement de l'étape \| Classement de l'étape \| Classement de l'étape \| \| Coureur \| Coureur \| Pays \| Équipe \| Temps \| \| --------------------- \| --------------------- \| --------------------- \| ---------------------------- \| --------------------- \| \| 1er \| Jean-Patrick Nazon \| France \| Jean Delatour \| 3 h 38 min 49 s \| \| 2e \| Baden Cooke \| Australie \| Fdjeux.com \| + 0 s \| \| 3e \| Robbie McEwen \| Australie \| Lotto-Domo \| + 0 s \| \| 4e \| Luca Paolini \| Italie \| Quick Step-Davitamon \| + 0 s \| \| 5e \| Thor Hushovd \| Norvège \| Crédit Agricole \| + 0 s \| \| 6e \| Stuart O'Grady \| Australie \| Crédit Agricole \| + 0 s \| \| 7e \| Erik Zabel \| Allemagne \| Telekom \| + 0 s \| \| 8e \| Romāns Vainšteins \| Lettonie \| Vini Caldirola-Saunier Duval \| + 0 s \| \| 9e \| Gerrit Glomser \| Autriche \| Saeco \| + 0 s \| \| 10e \| Damien Nazon \| France \| Brioches La Boulangère \| + 0 s \| |                    |           |                              |                 |
| |                    |           |                              |                 |
| |                    |           |                              |                 |
| Classement de l'étape |                    |           |                              |                 |
| Coureur | Coureur            | Pays      | Équipe                       | Temps           |
| 1er | Jean-Patrick Nazon | France    | Jean Delatour                | 3 h 38 min 49 s |
| 2e | Baden Cooke        | Australie | Fdjeux.com                   | + 0 s           |
| 3e | Robbie McEwen      | Australie | Lotto-Domo                   | + 0 s           |
| 4e | Luca Paolini       | Italie    | Quick Step-Davitamon         | + 0 s           |
| 5e | Thor Hushovd       | Norvège   | Crédit Agricole              | + 0 s           |
| 6e | Stuart O'Grady     | Australie | Crédit Agricole              | + 0 s           |
| 7e | Erik Zabel         | Allemagne | Telekom                      | + 0 s           |
| 8e | Romāns Vainšteins  | Lettonie  | Vini Caldirola-Saunier Duval | + 0 s           |
| 9e | Gerrit Glomser     | Autriche  | Saeco                        | + 0 s           |
| 10e | Damien Nazon       | France    | Brioches La Boulangère       | + 0 s           |

## Classement général
| \| Classement général \| Classement général \| Classement général \| Classement général \| Classement général \| \| Coureur \| Coureur \| Pays \| Équipe \| Temps \| \| ------------------ \| -------------------- \| ------------------ \| ----------------------------- \| ------------------ \| \| 1er \| Lance Armstrong \| États-Unis \| US Postal Service-Berry Floor \| DQ \| \| 2e \| Jan Ullrich \| Allemagne \| Team Bianchi \| \| \| 3e \| Alexandre Vinokourov \| Kazakhstan \| Telekom \| \| \| 4e \| Tyler Hamilton \| États-Unis \| CSC \| \| \| 5e \| Haimar Zubeldia \| Espagne \| Euskaltel-Euskadi \| \| \| 6e \| Iban Mayo \| Espagne \| Euskaltel-Euskadi \| \| \| 7e \| Ivan Basso \| Italie \| Fassa Bortolo \| \| \| 8e \| Christophe Moreau \| France \| Crédit Agricole \| \| \| 9e \| Carlos Sastre \| Espagne \| CSC \| \| \| 10e \| Francisco Mancebo \| Espagne \| iBanesto.com \| \| |                      |            |                               |       |
| |                      |            |                               |       |
| |                      |            |                               |       |
| Classement général |                      |            |                               |       |
| Coureur | Coureur              | Pays       | Équipe                        | Temps |
| 1er | Lance Armstrong      | États-Unis | US Postal Service-Berry Floor | DQ    |
| 2e | Jan Ullrich          | Allemagne  | Team Bianchi                  |       |
| 3e | Alexandre Vinokourov | Kazakhstan | Telekom                       |       |
| 4e | Tyler Hamilton       | États-Unis | CSC                           |       |
| 5e | Haimar Zubeldia      | Espagne    | Euskaltel-Euskadi             |       |
| 6e | Iban Mayo            | Espagne    | Euskaltel-Euskadi             |       |
| 7e | Ivan Basso           | Italie     | Fassa Bortolo                 |       |
| 8e | Christophe Moreau    | France     | Crédit Agricole               |       |
| 9e | Carlos Sastre        | Espagne    | CSC                           |       |
| 10e | Francisco Mancebo    | Espagne    | iBanesto.com                  |       |

## Classements annexes
| Classement par points | Classement par points | Classement par points | Classement par points | Classement par points |
| Coureur               | Coureur               | Pays                  | Équipe                | Points                |
| --------------------- | --------------------- | --------------------- | --------------------- | --------------------- |
| 1er                   | Baden Cooke           | Australie             | Fdjeux.com            | 216 pts               |
| 2e                    | Robbie McEwen         | Australie             | Lotto-Domo            |                       |
| 3e                    | Erik Zabel            | Allemagne             | Telekom               |                       |
| 4e                    | Thor Hushovd          | Norvège               | Crédit Agricole       |                       |
| 5e                    | Luca Paolini          | Italie                | Quick Step-Davitamon  |                       |

| Classement par points | Classement par points | Classement par points | Classement par points | Classement par points |
| Coureur               | Coureur               | Pays                  | Équipe                | Points                |
| --------------------- | --------------------- | --------------------- | --------------------- | --------------------- |
| 1er                   | Baden Cooke           | Australie             | Fdjeux.com            | 216 pts               |
| 2e                    | Robbie McEwen         | Australie             | Lotto-Domo            |                       |
| 3e                    | Erik Zabel            | Allemagne             | Telekom               |                       |
| 4e                    | Thor Hushovd          | Norvège               | Crédit Agricole       |                       |
| 5e                    | Luca Paolini          | Italie                | Quick Step-Davitamon  |                       |

| Classement de la montagne | Classement de la montagne | Classement de la montagne | Classement de la montagne     | Classement de la montagne |
| Coureur                   | Coureur                   | Pays                      | Équipe                        | Points                    |
| ------------------------- | ------------------------- | ------------------------- | ----------------------------- | ------------------------- |
| 1er                       | Richard Virenque          | France                    | Quick Step-Davitamon          | 324 pts                   |
| 2e                        | Laurent Dufaux            | Suisse                    | Alessio                       |                           |
| 3e                        | Lance Armstrong           | États-Unis                | US Postal Service-Berry Floor |                           |
| 4e                        | Christophe Moreau         | France                    | Crédit Agricole               |                           |
| 5e                        | Juan Miguel Mercado       | Espagne                   | iBanesto.com                  |                           |

| Classement de la montagne | Classement de la montagne | Classement de la montagne | Classement de la montagne     | Classement de la montagne |
| Coureur                   | Coureur                   | Pays                      | Équipe                        | Points                    |
| ------------------------- | ------------------------- | ------------------------- | ----------------------------- | ------------------------- |
| 1er                       | Richard Virenque          | France                    | Quick Step-Davitamon          | 324 pts                   |
| 2e                        | Laurent Dufaux            | Suisse                    | Alessio                       |                           |
| 3e                        | Lance Armstrong           | États-Unis                | US Postal Service-Berry Floor |                           |
| 4e                        | Christophe Moreau         | France                    | Crédit Agricole               |                           |
| 5e                        | Juan Miguel Mercado       | Espagne                   | iBanesto.com                  |                           |

| Classement du meilleur jeune | Classement du meilleur jeune | Classement du meilleur jeune | Classement du meilleur jeune | Classement du meilleur jeune |
| Coureur                      | Coureur                      | Pays                         | Équipe                       | Temps                        |
| ---------------------------- | ---------------------------- | ---------------------------- | ---------------------------- | ---------------------------- |
| 1er                          | Denis Menchov                | Russie                       | iBanesto.com                 |                              |
| 2e                           | Mikel Astarloza              | Espagne                      | AG2R Prévoyance              |                              |
| 3e                           | Juan Miguel Mercado          | Espagne                      | iBanesto.com                 |                              |
| 4e                           | Sylvain Chavanel             | France                       | Brioches La Boulangère       |                              |
| 5e                           | Andy Flickinger              | France                       | AG2R Prévoyance              |                              |

| Classement du meilleur jeune | Classement du meilleur jeune | Classement du meilleur jeune | Classement du meilleur jeune | Classement du meilleur jeune |
| Coureur                      | Coureur                      | Pays                         | Équipe                       | Temps                        |
| ---------------------------- | ---------------------------- | ---------------------------- | ---------------------------- | ---------------------------- |
| 1er                          | Denis Menchov                | Russie                       | iBanesto.com                 |                              |
| 2e                           | Mikel Astarloza              | Espagne                      | AG2R Prévoyance              |                              |
| 3e                           | Juan Miguel Mercado          | Espagne                      | iBanesto.com                 |                              |
| 4e                           | Sylvain Chavanel             | France                       | Brioches La Boulangère       |                              |
| 5e                           | Andy Flickinger              | France                       | AG2R Prévoyance              |                              |

| Classement par équipes | Classement par équipes        | Classement par équipes | Classement par équipes |
| Équipe                 | Équipe                        | Pays                   | Temps                  |
| ---------------------- | ----------------------------- | ---------------------- | ---------------------- |
| 1re                    | CSC                           | Danemark               |                        |
| 2e                     | iBanesto.com                  | Espagne                |                        |
| 3e                     | Euskaltel-Euskadi             | Espagne                |                        |
| 4e                     | US Postal Service-Berry Floor | États-Unis             |                        |
| 5e                     | Team Bianchi                  | Allemagne              |                        |

| Classement par équipes | Classement par équipes        | Classement par équipes | Classement par équipes |
| Équipe                 | Équipe                        | Pays                   | Temps                  |
| ---------------------- | ----------------------------- | ---------------------- | ---------------------- |
| 1re                    | CSC                           | Danemark               |                        |
| 2e                     | iBanesto.com                  | Espagne                |                        |
| 3e                     | Euskaltel-Euskadi             | Espagne                |                        |
| 4e                     | US Postal Service-Berry Floor | États-Unis             |                        |
| 5e                     | Team Bianchi                  | Allemagne              |                        |